# Adele Bianchi Montaldo
Adele Bianchi Montaldo (Brescello, Emília-Romanya, 24 de juliol de 1840 - ?) fou una soprano italiana.

## Biografia
El seu nom de bateig fou el d'Adelaide Bianchi. Va començar els estudis musicals a Brescello amb el mestre Giuseppe Bonazzi. El 1859 va estudiar durant dos anys al Conservatori de Parma amb Giuseppe Griffini. El 1961 els va millorar a Milà. El 1863 va debutar al Teatre delle Muse d'Ancona amb L'ebreo d'Apolloni, i l'agost 1867 va cantar al Teatre de Carpi. El juny de 1871 va aparèixer al Teatre Alighieri de Ravenna a Ruy Blas de Filippo Marchetti, el següent agost a Vicenza i, poc després, a Reggio Emilia. El 1872 va representar el paper de Neala en l'estrena de l'òpera Il Paria de Giuseppe Burgio di Villafiorita, al Teatro della Pergola de Florència.
El primer gran èxit personal va ser la temporada 1872-1873 al Teatro Regio de Torí, cantant a la temporada de Carnaval les obres Poliuto de Gaetano Donizetti, I lombardi de Giuseppe Verdi i Ruy Blas, una obra aquesta darrera estrenada tres anys enrere i que es representava per quart cop al Regio. Després d'aquestes actuacions, el crític de La Stampa va criticar les seves exageracions a escena: "a la senyora Bianchi-Montaldo no li puc fer un acolliment tan festiu com el que li fa el públic. [..] És una dona de molt bona qualitat, amb una bona presència i una veu simpàtica i insinuant, [..] però es deixa transportar per freqüents exageracions en emetre la veu als greus o als aguts, en entonacions equivocades".
El 1875 va representar a Voghera l'òpera La forza del destino de Verdi, i a partir d'aquí va estar present durant diverses temporades a La Scala de Milà.
Verdi va lloar en la seva correspondència el seu èxit més important quan el 21 de desembre de 1876 al Teatro San Carlo de Nàpols va cantar La forza del destino. La temporada 1877-1878 va actuar al Gran Teatre del Liceu de Barcelona. Després va ser a Sant Petersburg, Trieste (1879) i el 1882 va cantar per primera vegada al Costanzi de Roma a Roberto il diavolo, de Giacomo Meyerbeer, i en l'estrena absoluta de Fayel de Ferdinando Caronna Pellegrino. La trobem de nou al Politeama de Gènova (1883, Ernani i Jone), al Teatre Comunale de Bolonya (1883, Jone i Ruy Blas), a Voghera (1885 Poliuto) i al Teatre Margherita de Gènova (1888, Norma).
Com molts cantants de l'època, va cantar al Brasil.